# Heinrich Hartmann (Historiker)
Heinrich Hartmann (* 1977) ist ein deutscher Historiker.

## Leben
Von 1997 bis 2001 studierte er Geschichte, Philosophie und Wirtschaftswissenschaften in Freiburg im Breisgau, Lyon und Berlin, Abschluss: Maîtrise en histoire (Université Lyon 2). Nach der Promotion 2006 an der Ecole des Hautes Etudes en Sciences Sociales und der Freien Universität Berlin bei Jürgen Kocka und Patrick Fridenson und der Habilitation 2018 an der Historisch-Philosophischen Fakultät der Universität Basel ist er seit 2022 W3-Professor für Neuere Sozial-, Wirtschafts- und Technikgeschichte an der Helmut-Schmidt-Universität Hamburg.
Seine Forschungsschwerpunkte sind Wissenschafts- und Technikgeschichte (insbesondere Demographie, Statistik, Anthropologie und Sozialwissenschaften), Europäische Geschichte in globaler Vernetzung, transnationale Geschichte, Geschichte von Entwicklungs- und Modernisierungspolitiken im ländlichen Raum, Geschichte Europas und des Mittelmeerraums, Unternehmensgeschichte.

## Schriften (Auswahl)
- Organisation und Geschäft. Unternehmensorganisation in Deutschland und Frankreich 1890–1914. Göttingen 2010.
- Der Volkskörper bei der Musterung. Militärstatistik und Demographie in Europa vor dem Ersten Weltkrieg. Göttingen 2011.
- The Body Populace. Military Statistics and Demography in Europe Before the First World War. Boston 2019.
- Eigensinnige Musterschüler. Ländliche Entwicklung und internationales Expertenwissen in der Türkei (1947–1980). Frankfurt am Main 2020.